# Міхал Матіяс
Міхал Францішек Мечислав Матіяс (також Матіас, Матиас, пол. Michał Franciszek Mieczysław Matyas; нар. 28 вересня 1910, Бжозув, сучасне Підкарпатське воєводство — пом. 22 жовтня 1975, Краків) — польський футболіст, згодом — футбольний тренер. Нападник, більшість кар'єри провів у «Поґоні» (Львів). Найкращий бомбардир чемпіонату Польщі 1935. Зіграв 18 матчів (7 голів) за збірну Польщі (1932—1939).

## Життєпис

### Батьки
Батько — Кароль Мар'ян Матіяс (є припущення що прізвище Mátyás вказує на угорське походження), урядовець, науковець, етнограф, збирач фольклору; мати — Ядвіґа Зоф'я Гелена (до шлюбу Пшеґонь), шляхетського роду.
Охрещений 15 жовтня 1912 року. Імовірно, в році народження (1910) помилка, адже невідомо чому дитину хрестили аж через два роки після народження, роком народження міг бути 1912-й.
Батько працював у Бохні, на час народження Міхала — старостою в Бжозові, з 1913 року — староста Кольбушової. Після Першої світової війни родина Матіясів переселилася до Львова.

### Ігрова кар'єра
1932 року закінчив львівську VII державну гімназію ім. Тадеуша Косцюшка. Вихованець львівської «Лехії». У ті часи учням гімназії не дозволяли виступати за професіональні команди, тому спочатку Матіяс виходив на поле під різними псевдонімами: Ганін, Кораб'ян, Ковнацький, Марцінкевич, Марцінковський, Мотилевський, Мишковський, Сковронський. Прізвисько «Мишка» закріпилося за ним упродовж всієї кар'єри. Існує здогадка, що так його розрізняли зі старшим братом Мечиславом, також футболістом, який мав прізвисько «Щурик».
У складі «Поґоні» тричі посідав друге місце в чемпіонаті Польщі — 1932, 1933 і 1935. У сезоні 1935 забив 22 м'ячі й став найкращим бомбардиром чемпіонату.
Учасник Олімпійських ігор 1936 у Берліні в складі збірної Польщі з футболу. Польська команда посіла 4-те місце, а Матіас зіграв в усіх матчах.
Володів чудовим дриблінгом, не дуже сильним, але точним ударом. Міг на швидкості минути кількох суперників і завдати точного пострілу. Добре грав як у нападі, так і в середині поля. Після низки травм (деякі захисники грати дуже жорстко і навіть брутально) виступав ближче до центру поля, де диригував діями партнерів і роздавав точні передачі.
Дружина — донька директора нафтопромислу в Бориславі, на цьому промислі з 1937 року розпочав працювати також Матіас. Після приходу радянських військ у вересні 1939 року всі спортивні товариства і клуби було розпущено, й футболіст остаточно переїхав до Борислава, де виступав за місцевий «Нафтовик».
Восени 1940 року він і колишній нападник «України» Олександр Скоцень перейшли до «Динамо» (Київ), де грали аж до початку німецько-радянської війни 1941 року.
Після закінчення Другої світової чимало гравців «Поґоні», серед яких і Матіяс, переїхало до Битома, щоб виступати за місцеву «Полонію». У 1922—1945 роках місто входило до складу Німеччини й футбольний клуб не функціонував. Його відроджено 1945 року й велику роль у команді почали відігравати гравці, що переселилися туди з Львівщини. Так, новий герб «Полонії» створено на основі герба «Поґоні» (Львів), а клуб почав виступати в синьо-червоних смугастих футболках, як у колишнього львівського колективу. Матіяс грав у «Полонії» (Битом) до 1948 року, потім певний час тренував цей клуб. Навіть у ранзі тренера проявляв свій запальний характер, гостро реагував на дії суперників і суддів.

### Тренерська діяльність
Працював наставником багатьох польських команд, серед яких АКС «Хожув», «Вісла» Краків (чемпіон 1951, фіналіст Кубка Польщі 1951), національна збірна Польщі (у 1952, 1954 і 1966—1967 роках), «Варта» Познань, «Сталь» Мелець, «Краковія», «Гурник» Забже (фіналіст Кубка Польщі 1970, фіналіст Кубка володарів кубків 1970), «Чарні» Ясло. Фінал Кубка володарів кубків 1969/70 досі залишається найбільшим досягнення польських команд у єврокубках.
Похований на Раковицькому цвинтарі у Кракові, квадрат XXXVII, 16 ряд, 7 місце.

## Досягнення
- Чемпіон Польщі (1) :

Вісла (Краків): 1950
- Володар Кубка Польщі (1) :

Гурник (Забже): 1969/70